# Desafio Brasil-Estados Unidos de Curling de 2012
O Desafio EUA-Brasil 2012 seria um desafio de curling que aconteceria de 27 a 29 de janeiro no Bemidji Curling Club em Bemidji, Minnesota. A rodada do desafio determinaria qual nação se classificaria para a última vaga da Zona das Américas no Campeonato Mundial de Curling Masculino Capital One de 2012 em Basileia, Suíça.
Em 10 de janeiro, a seleção brasileira anunciou que havia desistido de seu desafio para os EUA. A Federação Brasileira de Esportes de Gelo disse em um comunicado: "É com grande pesar que temos que nos retirar do America's Challenge. Como resultado da perda recente do nosso treinador de equipe, a equipe sente que não está jogando bem o suficiente para constituir um desafio adequado e adequado para a equipe dos EUA pelo último lugar restante no Campeonato Mundial Masculino de 2012."

## Contexto
A Federação Mundial de Curling atribui duas vagas no Campeonato Mundial de Curling Masculino para a Zona das Américas, que normalmente são ocupadas pelo Canadá e pelos Estados Unidos. No entanto, a Federação Mundial de Curling permite que outros países membros da Zona das Américas (ou seja, Brasil) para desafiar o Canadá e/ou os Estados Unidos por vagas no Campeonato Mundial. Como o Canadá é o atual campeão no Campeonato Mundial, o Canadá recebe uma vaga automática para o Campeonato Mundial de 2012. Assim, o Brasil pode desafiar os Estados Unidos por uma vaga no Mundial de 2012. Este é o terceiro desafio do Brasil aos Estados Unidos, depois dos insucesso nos desafios de 2009 e 2010.
A seleção brasileira estava treinando no Lennoxville Curling Club, em Quebec, em preparação para o desafio.

## Equipes
As equipes que estavam programadas para competir são mostradas a seguir: 
| Nação          | Skip                                                                 | Terceiro                                                             | Segundo                                                              | Lead                                                                 | Alternate                                                            | Localidade                           |
| -------------- | -------------------------------------------------------------------- | -------------------------------------------------------------------- | -------------------------------------------------------------------- | -------------------------------------------------------------------- | -------------------------------------------------------------------- | ------------------------------------ |
| Estados Unidos | Pete Fenson                                                          | Shawn Rojeski                                                        | Joe Polo                                                             | Ryan Brunt                                                           |                                                                      | Bemidji Curling Club, Bemidji        |
| Brasil         | Luis Silva, Celso Kossaka, Marcelo Mello, Cesar Santos, Filipe Nunes | Luis Silva, Celso Kossaka, Marcelo Mello, Cesar Santos, Filipe Nunes | Luis Silva, Celso Kossaka, Marcelo Mello, Cesar Santos, Filipe Nunes | Luis Silva, Celso Kossaka, Marcelo Mello, Cesar Santos, Filipe Nunes | Luis Silva, Celso Kossaka, Marcelo Mello, Cesar Santos, Filipe Nunes | Lennoxville Curling Club, Sherbrooke |

- As posições para a seleção brasileira não foram anunciadas.